# 평촌초등학교 (충남)
평촌초등학교는 대한민국 충청남도 예산군에 있는 초등학교다.

## 학교 연혁
- 1940년 11월 30일 평촌 심상소학교 부설 간이학교 인가
- 1944년 4월 1일 응봉 국민학교 평촌 분교장 인가
- 1949년 10월 1일 평촌 공립초등학교 인가
- 1949년 11월 18일 평촌 공립초등학교 개교
- 1950년 4월 1일 평촌 국민학교로 개칭
- 1984년 3월 15일 병설유치원 개원
- 1996년 3월 1일 평촌초등학교로 개칭
- 2013년 3월 1일 충청남도교육청 지정 농촌체험교육 시범학교 운영
- 2015년 2월 13일 제67회 졸업(졸업생 총: 2,692명)
- 2015년 3월 1일 초등학교 7학급(특수 1), 유치원 1학급 편성